# Iglesia de Jesús Nazareno (Santa Fe de Antioquia)
La  Iglesia de Jesús Nazareno  es un templo de culto católico, bajo la advocación de Jesús Nazareno. Está ubicado a un costado de la  Plazuela Jesús Nazareno a tres cuadras del parque principal del municipio colombiano de Santa Fe de Antioquia (Antioquia) y pertenece a la jurisdicción eclesiástica de la Arquidiócesis de Santa Fe de Antioquia. 
El edificio, más conocido como la Iglesia de Mi Padre Jesús, data de 1828, de estilo neoclásico con detalles barrocos, de planta rectangular y de una sola nave. El sector histórico (incluyendo la Iglesia de Jesús Nazareno) de Santa Fe de Antioquia, antigua capital del departamento de Antioquia, fue declarado Monumento Nacional de Colombia por la Ley 163 del 30 de diciembre de 1959.

## Historia
En el mismo lugar donde está levantado este templo, estuvo otro que según documentos que se conservan, ya existía en el año 1690. Durante la colonia sirvió de cementerio, y allí fueron sepultados muchos sacerdotes. Gozaba del privilegio de inmunidad y derecho de asilo, en virtud de Real Cédula.
El 20 de octubre de 1828 se colocó la primera piedra para el actual templo, y en ese momento se encontraba gobernando la diócesis, monseñor Mariano Garnica y Orjuela. Una placa colocada en la fachada principal de la iglesia, señala el año mencionado. La edificación fue levantada con el auxilio de Leocricia Pardo y se inauguró en 1855, aun sin terminar. 
En su interior alberga la antigua y milagrosa imagen de Jesús Nazareno que se venera allí desde tiempos remotos, fue sacada por el Dictador Juan del Corral, para hacerla pasear por las calles, al son de música, y escoltada por oficiales, en la Guerra de la Independencia. En el año 1772 ya se veneraba esta imagen en Antioquia. Se cree es una fiel copia de la misma imagen que se venera en Madrid (España).

## Características
El templo presenta ciertas similitudes con la Catedral de Santa Fe de Antioquia, tanto en el estilo como en las proporciones. Cuenta con los lineamientos del neoclásico con toques barrocos y es demasiado alta para su tamaño.
La planta es rectangular. Su fachada principal está adornada con cuatro grandes pilastras que enmarcan el acceso, que a su vez, están sosteniendo la espadaña que se transforma en una franja adornada con ojos y remata en un tímpano circular. Encima de la puerta principal esta el escudo jesuítico con la sigla “IHS”, que erróneamente lo interpretan como “Jesus Habemus Socium”, pero en realidad es un monograma del nombre de Jesucristo.
La iglesia de Jesús Nazareno no se ha librado de las dificultades han tenido los templos antioqueños. Los robos, las calamidades y cierto abandono, hacen que su interior presente un ambiente desolador.